# Сдружение на македонските журналисти
Сдружението на македонските журналисти (на македонска литературна норма: Здружение на новинарите на Македонија) е професионална организация на журналистите от Република Северна Македония. Основана е на 17 февруари 1945 година в Скопие като „Сдружение на професионалните новинари на Народна Република Македония“ (на македонска литературна норма: Здружение на професионалните новинари на Народна Република Македонија). В 2021 година неин председател е Младен Чадиковски. Ежегодно сдружението раздава новинарски награди „Кръсте Мисирков“.
Учредителното събрание от 1945 година е открито от Димитър Митрев, редактор на скопския вестник „Единство“. Тържествени слова произнасят Дойчило Митрович, Здравко Печар и Слободан Иванович, представители съответно на сдруженията на новинарите в Югославия, Хърватия и Сърбия. От името на скопските власти делегат е Павел Шатев, а от това на интелигенцията – Венко Марковски. За пръв председател на сдружението е избран Мито Хадживасилев, редактор на вестник „Нова Македония“. Подпредседатели са Асен Тодоров от „ТАНЮГ“ и Пиетро Янура от „Фляка е Влазримит“, секретар е Деян Акелсич от „ТАНЮГ“, а касиер – Тошо Шкартов от „Нова Македония“. Почетни членове са Димитър Влахов, Павел Шатев, Бане Андреев, Алексо Мартулков, Димитър Попевтимов, Киро Мильовски, Веселинка Малинска и Лиляна Чаловска.